# Księżyc i Valentino
Księżyc i Valentino (ang. Moonlight and Valentino) – amerykańska komedia romantyczna z 1995 roku na podstawie sztuki Ellen Simon.

## Główne role
- Elizabeth Perkins – Rebecca Trager Lott
- Whoopi Goldberg – Sylvie Morrow
- Shadia Simmons – Jenny Morrow
- Erica Luttrell – Drew Morrow
- Matthew Koller – Alex Morrow
- Gwyneth Paltrow – Lucy Trager
- Kathleen Turner – Alberta Trager
- Scott Wickware – Policjant
- Kelli Fox – Pielęgniarka
- Harrison Liu – Pan Wong
- Wayne Lam – Syn pana Wonga
- Ken Wong – Ojciec pana Wonga
- Carlton Watson – Henrik
- Jack Jessop – Sid
- Josef Sommer – Thomas Trager
- Jon Bon Jovi – Malarz
- Trim – Valentino
- Jeremy Sisto – Steven
- Judah Katz – Marc
- Julian Richings – Stylista

## Fabuła
Rebecca Lott jest trzydziestokilkuletnią nauczycielką literatury, która niedawno wyszła za mąż. Ale szczęście nie trwało długo: mąż zginął w wypadku. Nie potrafi się z tym pogodzić. Wtedy do jej domu przyjeżdżają: przyjaciółka Sylvie, siostra Lucy i dawna macocha Alberta. Próbują ją pocieszyć, ale same nie radzą sobie ze swoimi problemami. W końcu postanawiają, na jej urodziny, że odnowią mieszkanie. I tak w ich życiu pojawia się pewien malarz z psem Valentino.